# Деогарх (округ, Джаркханд)
Деогарх, также Деогхар (хинди देवघर जिला; англ. Deoghar) — округ в индийском штате Джаркханд. Образован в 1986 году из части территории округа Сантхал-Паргана. Административный центр — город Деогарх. Площадь округа — 2479 км². По данным всеиндийской переписи 2001 года население округа составляло 1 165 390 человек. Уровень грамотности взрослого населения составлял 50,1 %, что ниже среднеиндийского уровня (59,5 %). Доля городского населения составляла 13,7 %.